# Agência de Notícias e Informação
Agência de Notícias e de Informações (1948–1975), também designada por Agência Noticiosa de Informação e conhecida por ANI, foi uma agência noticiosa criada em Lisboa no ano de 1947 por iniciativa dos jornalistas Francisco Dutra Faria, Barradas de Oliveira e Marques Gastão. A agência surgiu face ao crescente isolamento internacional do Estado Novo e às percebidas insuficiências da Agência Noticiosa Lusitânia (a única agência noticiosa portuguesa então existente), então muito focada sobre o Ultramar Português. Foi extinta por nacionalização e incorporação na ANOP em 1975.

## Descrição
A Agência de Notícias e Informação (ANI) foi constituída como Sociedade de Responsabilidade Limitada em 1947, tendo, de acordo com a escritura pública da sua constituição, como objeto o «fornecimento de artigos, notícias, informações ou tópicos às empresas jornalísticas ou a quaisquer outras entidades, podendo também explorar qualquer ramo de comércio ou indústria em que os sócios concordarem à exceção do bancário». A nova agência iniciou logo em 1948 a distribuição em Portugal do serviço internacional da agência norte-americana United Press International (UPI) e, em 1955, criou a sua rede telegráfica para distribuição do serviço noticioso à imprensa portuguesa. A ANI apostou fundamentalmente no noticiário internacional e no do Ultramar, entrando em concorrência com a Lusitânia.
Dirigida por jornalistas próximos do regime, a ANI assumiu um carácter oficioso, sendo uma fonte privilegiada de influência do Estado Novo sobre a imprensa. Dutra Faria era um antigo colaborador da Lusitânia. De acordo com Wilton da Fonseca, esta seria a terceira aposta de Marcello Caetano no campo da informação: das críticas e tentativas de introduzir modificações no Secretariado Nacional de Propaganda para a Lusitânia, da Lusitânia para a ANI».
Após o 25 de Abril de 1974, e o encerramento compulsivo e posterior extinção da Agência Lusitânia, a 19 de novembro de 1974, o Governo ordenou a cessação da atividade da ANI, que entretanto lhe fora cedida pelos seus proprietários face ao ultimato de que, ou a agência era nacionalizada, ou o Governo cancelava o contrato de prestação de serviços que garantia a sua sobrevivência.
A ANI foi formalmente extinta em 24 de setembro de 1975, e o seu ativo e passivo, direitos e obrigações foram transferidos para a estatal Agência Noticiosa Portuguesa (ANOP). A extinção da ANI é longamente justificada no preâmbulo do Decreto-Lei n.º 330/75, de 1 de julho, onde se afirma: «a ANI, como fruto que é, e fiel servidora que foi, do próprio regime fascista, aparece com uma vinculação psicológica ao regime deposto que, pelo menos a curto e médio prazos, constitui uma carga negativa na ingente ação a desenvolver. Por outro lado, o tipo de estrutura requerida por uma agência noticiosa moderna, vigorosa e irradiante - veículo eficaz não só do nome do novo Portugal no Mundo inteiro, como também de uma informação ao serviço dos valores positivos da humanidade e da sua progressiva evolução -, de forma nenhuma pode ter como ponto de apoio a estrutura ancilosada, decadente e viciada de uma ANI que, se o Governo a adquiriu, mais foi para calar a conduta reacionária que perfidamente começava a manifestar que, de facto, por outra razão».